# Siréna (film)
Siréna je český film natočený v roce 1947 o délce 85 minut, jeho režisérem a scenáristou byl Karel Steklý. Jedná se o dramatické zpracování stejnojmenného románu Marie Majerové. Příběh pojednává o životě dělnické rodiny v roce 1889, během kladenské hornické stávky — tzv. Krvavé Boží tělo v Kladně.
Film byl prezentován a získal hlavní ocenění Velkou mezinárodní cenu Benátek na tamním filmovém festivalu v roce 1947. Ve filmu se objevili herci, jako je Ladislav Boháč, Marie Vášová, Oleg Reif, Naděžda Gajerová, Josef Bek.

## Obsazení
| Ladislav Boháč    | tavič Josef Hudec                       |
| Marie Vášová      | Marie zvaná Hudcovka, Hudcova žena      |
| Oleg Reif         | havíř Rudolf, syn Hudcových             |
| Naděžda Gajerová  | Růžena, starší dcera Hudcových          |
| Pavla Suchá       | Emča, mladší dcera Hudcových            |
| Josef Bek         | havíř Karel Hampl, Růženin milý         |
| Bedřich Karen     | generální ředitel dolů Gottfried Bacher |
| Bohumil Machník   | ředitel dolu Roth                       |
| Lída Matoušková   | havířská žena Kazdová                   |
| Jaroslav Zrotal   | tavič Hroník                            |
| Věra Kalendová    | nosička piva Kateřina Černá             |
| Josef Dekoj       | pomocný dělník Jan Černý, nosiččin muž  |
| Miloš Nedbal      | důlní Bílek                             |
| Josef Benátský    | stavitel Josef Hrabě, starosta Kladna   |
| Stanislav Neumann | strážník Stanislav Trojan               |
| Bedřich Kubala    | podomní prodavač Bosňák                 |
| Jaroslav Mareš    | havíř Jindra Klen                       |
| Felix le Breux    | ředitel hutí Pásek                      |
| Vladimír Hlavatý  | redaktor z Prahy                        |